# Amphiura dejectoides
Amphiura dejectoides är en ormstjärneart som beskrevs av Hubert Lyman Clark 1939. Amphiura dejectoides ingår i släktet Amphiura och familjen trådormstjärnor. Inga underarter finns listade i Catalogue of Life.